# 2015年香港區議會選舉舞弊
2015年香港區議會選舉舞弊案是指2015年香港區議會選舉中，有人提供賄款，誘使屬於本土派的傘後組織參選泛民選區以圖「鎅票」。三名被告被判監兩年四個月至四年，唯幕幕後主腦及金主仍逍遙法外。

## 經過
4月至6月，網台主持鄭永健偕當時女友溫曉怡，多次與「李總」、「張總」等會面。「李總」要找本土派參選區議會，最終目的是要參與立法會選舉，鄭永健當時猜測「李總」是內地統戰部的人。7月至8月，鄭永健曾約見青年新政、長沙灣社區發展力量、東涌人等本土派團體，聲稱有中資財團資助本土派人士出選區議會，每派一名參選人，便可獲得15萬元資助，條件是必須在約40個指定選區出選及最少都要取得200票，但多個組織拒絕，只有次被告與第三被告答應。青年新政代表袁方與鄭永健會面時將會面內容錄音，發言人梁頌恒聽錄音後認為鄭的資助計劃是「有組織的𠝹票行為」，翌日於Facebook發聲明，表明不會接受鄭及背後財團的資助，警告財團不要意圖或企圖在選舉中攪局。
8月20日，有線新聞節目《新聞刺針》成功「放蛇」與鄭永健會面，並在翌日清晨報道。會面中鄭永健指公司志在打擊泛民和「外國勢力」。被記者問及資金來源，鄭永健指是「大中華、中港台」的資金。事年曝光後，鄭永健回答傳媒「資助」一事純為籌備節目，測試本土派是否守法和團結，圖藉此掩飾賄選。
2016年10月26日，首被告鄭永健六項選舉舞弊及一項串謀選舉舞弊罪成，被判入獄四年。次被告顧家豪及第三被告陳建隆串謀選舉舞弊罪罪成，分別判監兩年半及兩年四個月。法官形容今次案件是極嚴重的賄選。

## 幕後黑手及金主
幕後主腦及金主「李總」、「張總」仍逍遙法外。溫曉怡在庭上的證供，發現鄭永健認識「李總」過程中的其中一名介紹人，原來是曾任梁振英競選辦新聞助理、後來任職親中機構新家園協會的高凌翔。鄭永健其後接受盤問，聲稱是經「陳生」介紹認識「李總」，而陳是經朋友高小姐介紹。高凌翔接受查詢時表示，鄭永健是她「朋友介紹的朋友」，因到鄭的網台幫忙見過一兩次。高承認介紹朋友「陳生」予鄭認識，但強調不認識「張總」和「李總」，也沒有介紹工作給鄭。高指不知陳的全名，只知道他已退休，對他所知不多，又稱沒有陳的聯絡方法。

## 回應
- 2016年8月16日，民主黨澄清並無向任何組織提供利益，避免民主黨候選人與對方撞區；反駁鄭永健指民主黨接觸青年新政提供80萬元換取青年新政，不要狙撃民主黨派人撞區參選的指控。[7]

- 2016年11日2日，區家麟在香港電台節目《早辰。早晨》中表示，儘管案件已結案，但各大傳媒卻沒有作總結報道，形容情況如「房間裏的大象」。[8]

## 外部連結
- 香港廉政公署 - 新聞公佈 - 三人涉二○一五年區議會選舉「賄選」判囚最高四年（页面存档备份，存于）

- 鄭永健區選舞弊案 揭針對民主派𠝹票陰謀 幕後黑手及金主仍逍遙法外有否涉立選成謎 | 立場報道 | 立場新聞（页面存档备份，存于）

- 鄭永健 "選舉舞弊", 資助青年新政, 本土派參選; 顧家豪、陳建隆 賄選罪成被判獄 - 香港特衰症府德失錄（页面存档备份，存于）